# Amé Demeuldre
Amé Demeuldre ou Âme Charitable Hyppolite Demeuldre de son nom complet, né le 5 octobre 1848 à Soignies en Wallonie (Belgique) et mort le 15 février 1931 dans cette même ville, est un historien belge, président fondateur du Cercle Archéologique du canton de Soignies. Il était également directeur de la revue Jadis. En 1883, il exerce la profession de notaire à Soignies, profession qu'il délaissera en 1893 pour se tourner résolument vers ses passions : l'histoire et l'archéologie.

## Biographie

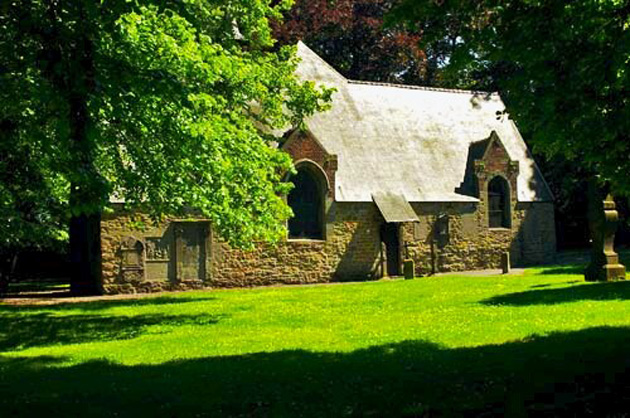
La Chapelle du Vieux Cimetière à Soignies

On lit à son sujet dans le tome 33 de Biographie Nationale paru en 1966 :

« Amé Demeuldre est, sinon l'unique, du moins le principal historien de Soignies. Son œuvre témoigne d'un long labeur. Ses qualités d'historien sont certaines. Il se montre tout aussi consciencieux et probe dans l'enquête verbale que dans la recherche des documents. Il connaissait, d'ailleurs, admirablement les fonds d'archives se rapportant aux sujets qu'il abordait et ses commentaires témoignent d'une grande érudition. »

— Biographie Nationale publiée par l'Académie Royale des Sciences, des lettres et des Beaux-Arts de Belgique
En 1883, il reprend l'Étude notariale de son père, Hyppolite Demeuldre (1828-1891), il exercera jusqu'en 1893.
Passionné d'histoire locale, on lui doit un nombre considérable de monographies sur l'histoire de Soignies et de sa région.

## Le Vieux cimetière à Soignies
En 1890, alors que le développement urbain menaçait l'existence même de cet « ancien âtre » qu'était devenu le Vieux Cimetière, que d'aucuns accusaient d'être à l'origine de contaminations des puits, Amé Demeuldre mit toutes ses forces de persuasion au service de ce site (l'arrêté de classement sera signé en 1949 par le Régent Charles) pour que sa valeur patrimoniale soit reconnue et que ce lieu désormais hors du temps soit transmis aux générations futures. Après trois années de fermeture du site, il fonde le Cercle archéologique avec le soutien de la commune (1893) et obtient sa réouverture. C'est également à lui que l'on doit l'installation dans la chapelle du Vieux Cimetière d'un musée (en 1895) qui fait la part belle aux éléments archéologiques retrouvés au cours de différentes campagnes de fouilles, à l'armement ancien, à la sculpture, aux usages du temps jadis. La multitude des collections en font un véritable cabinet de curiosités.
En 1931, un monument lui rendant hommage est inauguré au Vieux Cimetière. Léon Destrait, second président du cercle archéologique, lui rendra un vibrant hommage.

## Quelques-unes de ses publications
La plupart de ses publications furent publiées pour la première fois dans les Annales du Cercle Archéologique du Canton de Soignies entre 1894 et 1935
- 1894: Le Folklore. 17 p. Annales
- 1894: Inventaire des archives des hospices de Soignies. 39 + 27 p. Annales
- 1896: Soignies : contribution à l'histoire : son origine, son nom, ses monuments romans: église, vieux cimetière, notes et souvenirs Annales
- 1896: Le mobilier d'un doyen de Soignies, Thierry le Moulnier, en 1426 Annales
- 1896?: Archives des hospices civils de la ville de Soignies
- 1897: les obituaires de la collégiale de saint-Vincent. Annales
- 1902: Le chapitre de Saint-Vincent à Soignies. Ses dignitaires et ses chanoines. 499 p.
- 1902: Jadis, recueil archéologique et historique pour tout l'ancien territoire de la Belgique féodale
- 1908: Un épisode du temps de la Réforme. 6 p.
- 1908: Les bans de police et les chartes de la draperie de la ville de Soignies.95 p. Annales
- 1924: Les Armoiries de la ville de Soignies. 7 p. Annales
- 1924: La bienfaisance à Soignies avant la Révolution française. Histoire de nos établissements de charité. 73 p., deux illustrations hors texte.
- 1925: Glossaire toponymique de la ville de Soignies. 170 p. Annales
- 1931: Des bains ou étuves. 4 p. Annales
- 1931: La chapelle de St Roch et les Ermites. 6 p. Annales
- 1931: Le commerce du vin. 11 p. Annales
- 1931: Les arcades et la citerne de la Place. 3 p. Annales
- 1931: L'étain à la rose au pays de Hainaut. 5 p.
- ?: Analyse du Greffe Scabinal de Soignies.
- ?: Massarderie de Soignies. 32 p. Annales

## À lire également
Concernant son action en faveur du Vieux Cimetière (ici)

### Anecdote relative auVieux Cimetière
René Magritte entretenait également un lien particulier avec le site du Vieux Cimetière. Il confiait ceci, lors d'une conférence qu'il a tenue en 1938:

« Dans mon enfance, j’aimais jouer avec une petite fille, dans le vieux cimetière désaffecté d’une petite ville de province. Nous visitions les caveaux souterrains dont nous pouvions soulever les lourdes portes de fer et nous remontions à la lumière, où un artiste peintre, venu de la capitale, peignait dans une allée du cimetière, très pittoresque avec ses colonnes de pierres brisées jonchant les feuilles mortes. L’art de peindre me paraissait alors vaguement magique et le peintre doué de pouvoirs supérieurs. »

— Extrait de « La Ligne de Vie », conférence prononcée par René Magritte en 1938.